# Qing River
Qing River är ett vattendrag i Kina. Det ligger i provinsen Hubei, i den centrala delen av landet, omkring 300 kilometer väster om provinshuvudstaden Wuhan.
Genomsnittlig årsnederbörd är 1 411 millimeter. Den regnigaste månaden är maj, med i genomsnitt 211 mm nederbörd, och den torraste är december, med 16 mm nederbörd.